# Prinia socialis
Prinia socialis е вид птица от семейство Cisticolidae. Видът е незастрашен от изчезване.

## Разпространение
Разпространен е в Бангладеш, Бутан, Индия, Непал, Пакистан и Шри Ланка.